# Jerevans fästning

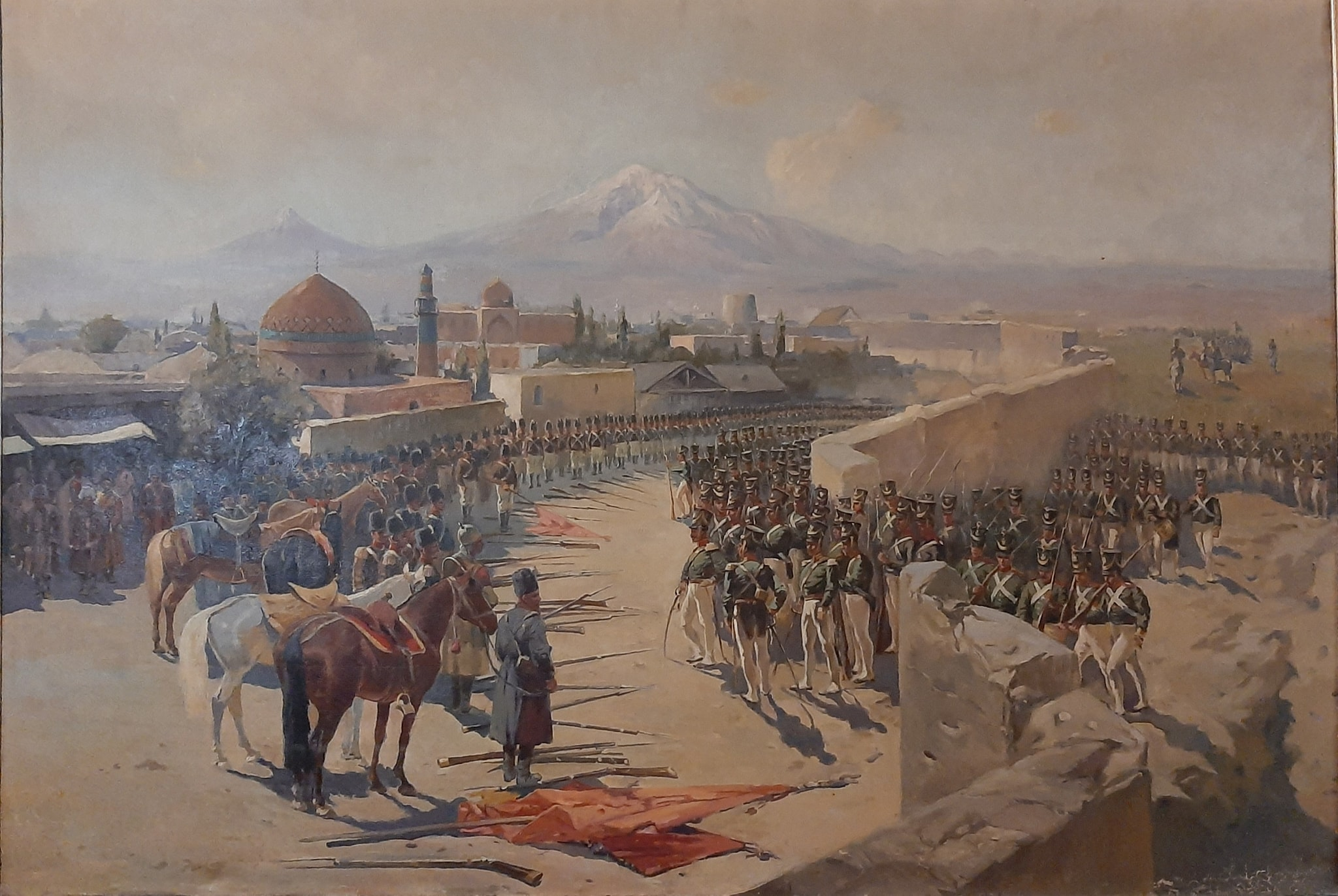
Rysk belägring av Jerevans fästning 1827

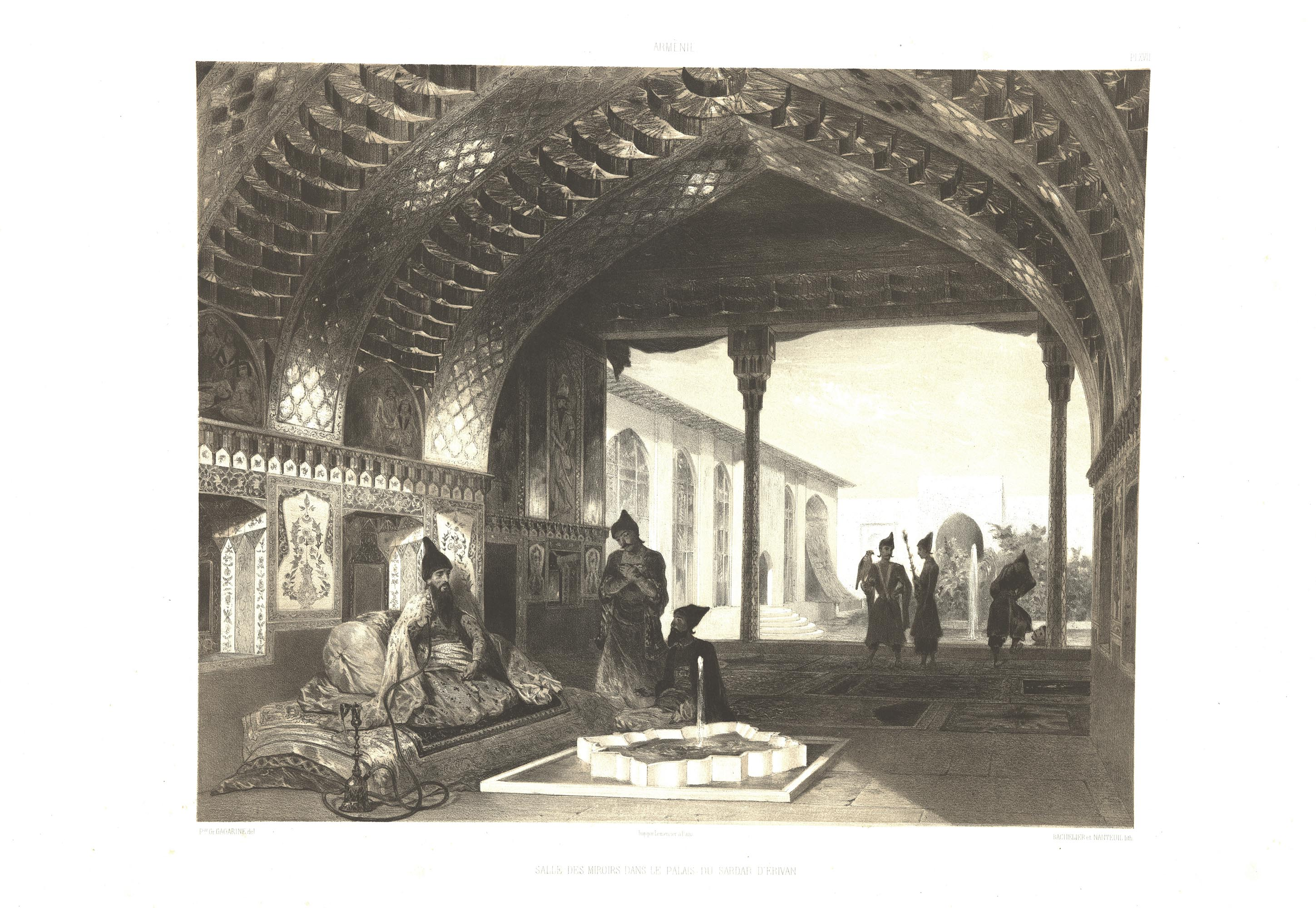
Spegelsalen i Sardarpalatset

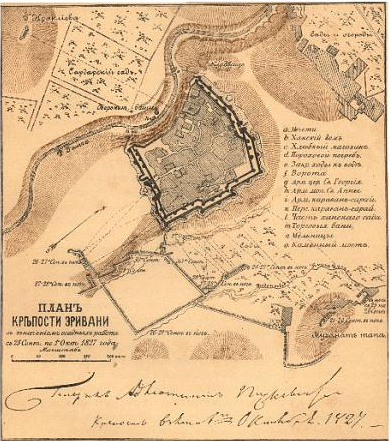
Plankarta över Jerevans fästning, 1827

Jerevans fästning (armeniska: Երևանի բերդը, Yerevani berdë) var en fästning från 1500-talet i Jerevan i Armenien.

## Historik
Fästningen byggdes under osmanskt styre 1582–1583 av Serdar Ferhat Pasha. Den förstördes i 1679 års jordbävning i Armenien. Efter jordbävningen påbörjades en återuppbyggnad, som bedrevs och slutfördes under några år. 
I oktober 1827 erövrade en rysk armé under Ivan Paskevitj Jerevan. Fästningen användes därefter inte för militära ändamål, och 1853 skadades fästningen av en annan jordbävning. Fastigheten köptes 1865 av köpmannen Naerse Taitjants, som senare under 1880-talet byggde en vin- och konjaksfabrik i den norra delen av fästningsområdet. Det som var kvar av fästningen revs slutligen på 1930-talet. Några bitar av försvarsvallarna finns dock kvar. 
Jerevans fästning var till sin karaktär en liten stad, som var skild från den civila staden genom stora, öde markområden. Fästningen var rektangulär med en perimeter på ungefär 4.000 meter. På tre sidor var fästningen omgiven av murar och mot den fjärde, nordvästra, låg floden Hrazdans ravin. Denna var där 640 meter djup och ansågs omöjlig att forcera. 
Det fanns tre portar till fästningen. Murarna hade försvarstorn. Garnisonen bestod av omkring 2.000 soldater. På fästningsområdet fanns 800 hus, och alla civila invånare var muslimer. Armenier tilläts arbeta på marknaderna under dagtid.

## Sardarpalatset
Huvudartikel: Sardarpalatset
Det sista palatset byggdes 1798 under sardaren Huseyn-Ali khans son Mahmud. Det låg i den nordvästra delen av fästningen, vid Hrazdanravinen. Det var en fyrkantig byggnad, byggd i ett stort antal sektioner, varav harem var en av de största med måtten 200 x 125 meter, indelat i ett stort antal rum och korridorer. Innerväggarna i harem var klädda med marmor, dekorerade i färgrika mönster. Det fanns en simbassäng på 32 x 9 meter, och med ett djup av 2,1 meter.

## Moskéer

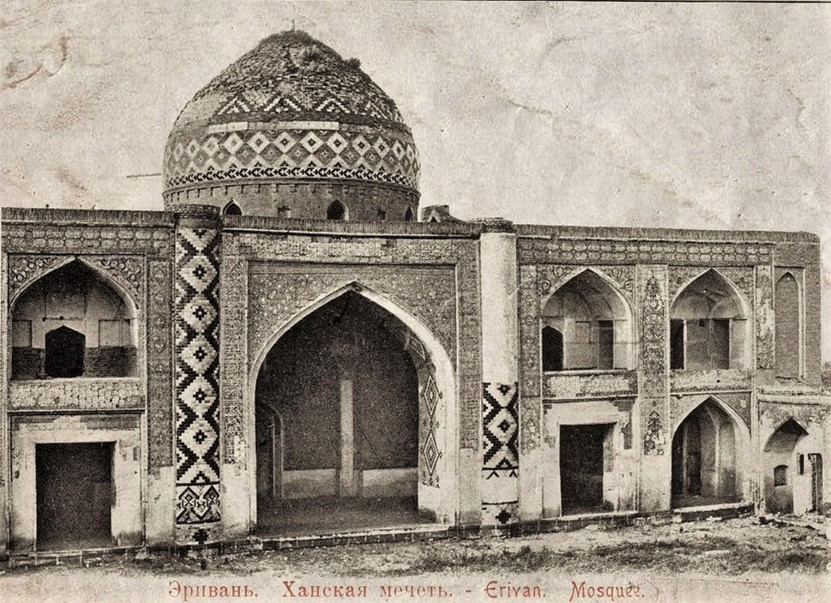
Abbas Mirzamoskén

Det fanns två moskéer i fästningen. Den ena var Rajab-Pashamoskén och den andra Abbas Mirzamoskén. 
Rajab-Pashamoskén byggdes 1725 under den turkiske Rajab-Pasha khan. Under det persiska styret användes moskén som arsenal, eftersom det var en Sunni-moské. År 1827 konverterades moskén till en rysk-ortodox kyrka, som döptes till Den heliga jungfruns kyrka.
Abbas Mirzamoskén, eller Sardarens moské, var en Shia-moské och byggdes i början av 1800-talet under den siste khanen i Khanatet Jerevan Huseyn-khan, kallad Abbas Mirza Jami. Fasaden var klädd med grönt och blått glas. Efter det att ryssarna erövrat Jerevan användes moskén som arsenal. Under Sovjetunionens styre lämnades moskén att förfalla. Kvar idag finns endast en av Abbas Mirzamoskéns väggar.

## Bildgalleri

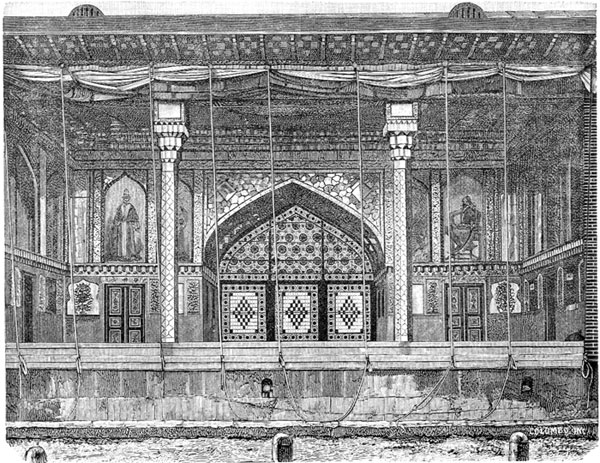
Interiör
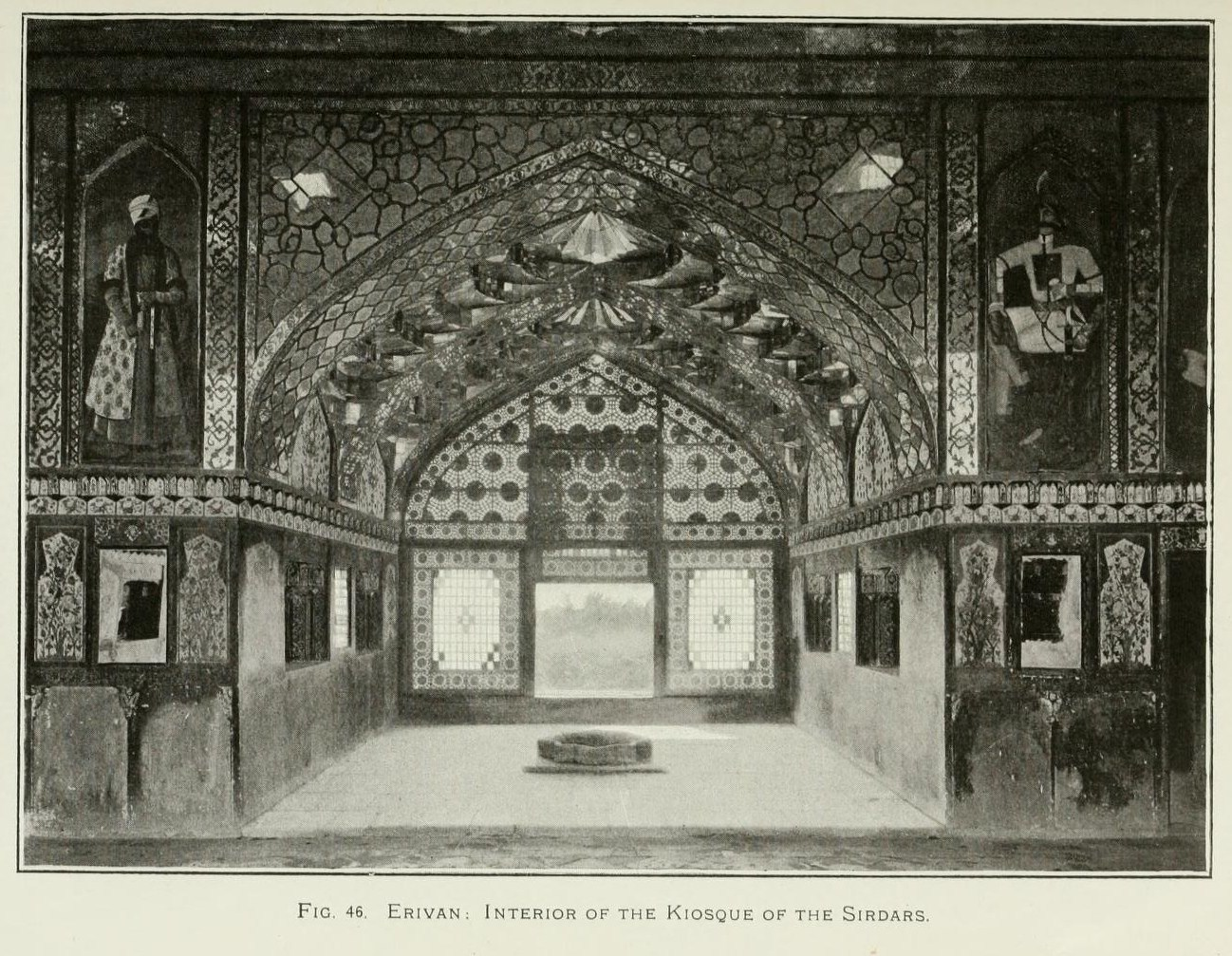
Sardarernas kiosk
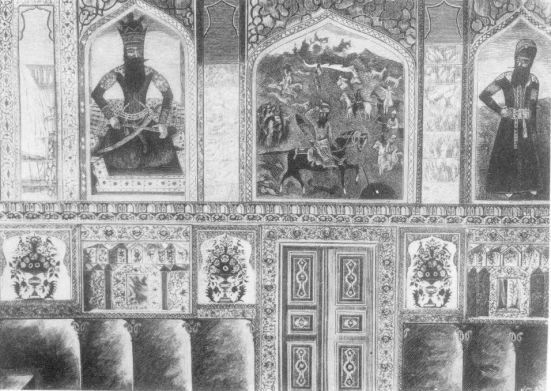
Väggdekoration från 1828, av artisten Mirza Kadim Erivani från Azerbajdzjan